# Lucien Berland
Lucien Berland (ur. 14 maja 1888, zm. 18 sierpnia 1962) – francuski entomolog (głównie hymenopterolog) i arachnolog.
Od młodości Berland przejawiał zainteresowania przyrodnicze. W 1908 ukończył studia w zakresie nauk przyrodniczych na Uniwersytecie Paryskim. Zainteresowany szczególnie pająkami, miał okazję uczyć się arachnologii u Eugène’a Simona w Muzeum Historii Naturalnej w Paryżu. W tymże muzeum został zatrudniony na wydziale entomologii, gdzie opiekował się kolekcją stawonogów.
Uczestniczył w bitwie pod Verdun, w której został poważnie ranny. W 1952 został dyrektorem Société zoologique de France. W jego dorobku naukowym znajduje się ponad 200 publikacji poświęconych głównie systematyce pajęczaków i błonkówek. Odbył kilka ekspedycji do Afryki północnej i subsaharyjskiej.
Na jego cześć nazwano gatunki Afraflacilla berlandi Denis, 1955, Brachyphaea berlandi Lessert, 1915, Hasarius berlandi Lessert, 1925,  Heterogriffus berlandi Lessert, 1938, Opopaea berlandi Simon & Fage, 1922, Pholcus berlandi Millot, 1941, Saitis berlandi Roewer, 1951, Speocera berlandi Machado, 1951 i Theridion berlandi Roewer, 1942.